# Berla

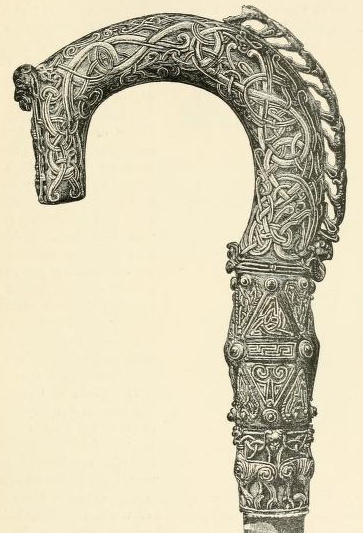
Hlavice biskupské berly. Irsko, 9. stol.

Berla (z lat. ferula, hůl) je pevná hůl, sloužící primárně jako opěra při chůzi. Pastýřská hůl se zahnutým koncem byla vzorem pro žezlo egyptských faraonů.
Může být také insignií (odznakem úřadu) prelátů, a to biskupů, arcibiskupů, děkanů a opatů v některých křesťanských církvích.

## Pastýřská hůl
Dřevěná berla byla odedávna hlavním nástrojem i symbolem poutníků a pastýřů. Pastýřům zejména drobného dobytka sloužila ke shánění stáda, případně i k obraně. Už ve starověku bývala atributem panovníků: krátkou berlu se zahnutým koncem užívali jako žezlo například faraóni ve starověkém Egyptě, příklad byl nalezen v hrobě faraona Tutanchamona.

## Biskupská berla
Ozdobná pastýřská hůl, nahoře ukončená hlavicí, nebo zahnutá do tvaru písmene C, písmene T (tau) nebo zavinutá do spirály, se stala v raném středověku odznakem úřadu a symbolem křesťanských biskupů jako biskupská berla (lat. pedum). Symbolicky se předává jako pověřovací atribut moci. V katolické, anglikánské a některých protestantských církvích ji užívá biskup nebo opat při slavnostních příležitostech, obvykle s dalšími odznaky (mitra, pektorál, prsten), a drží ji v levé ruce. Ve východních církvích se užívá ferula ve tvaru písmene T s mírně ohnutým horním ramenem.
Papežové někdy užívají berlu, někdy ferulu ve tvaru kříže.

## Berle

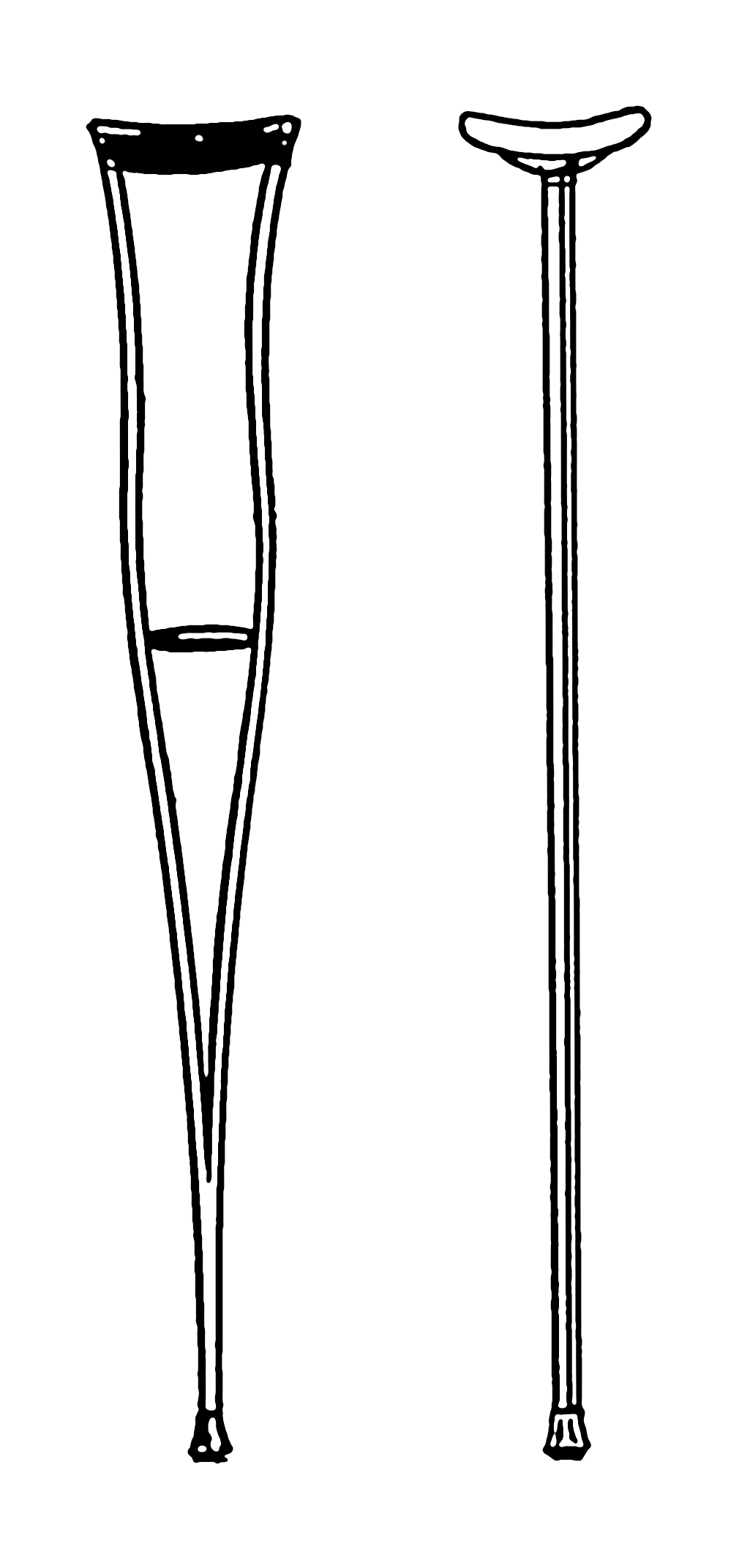
Berle do podpaží

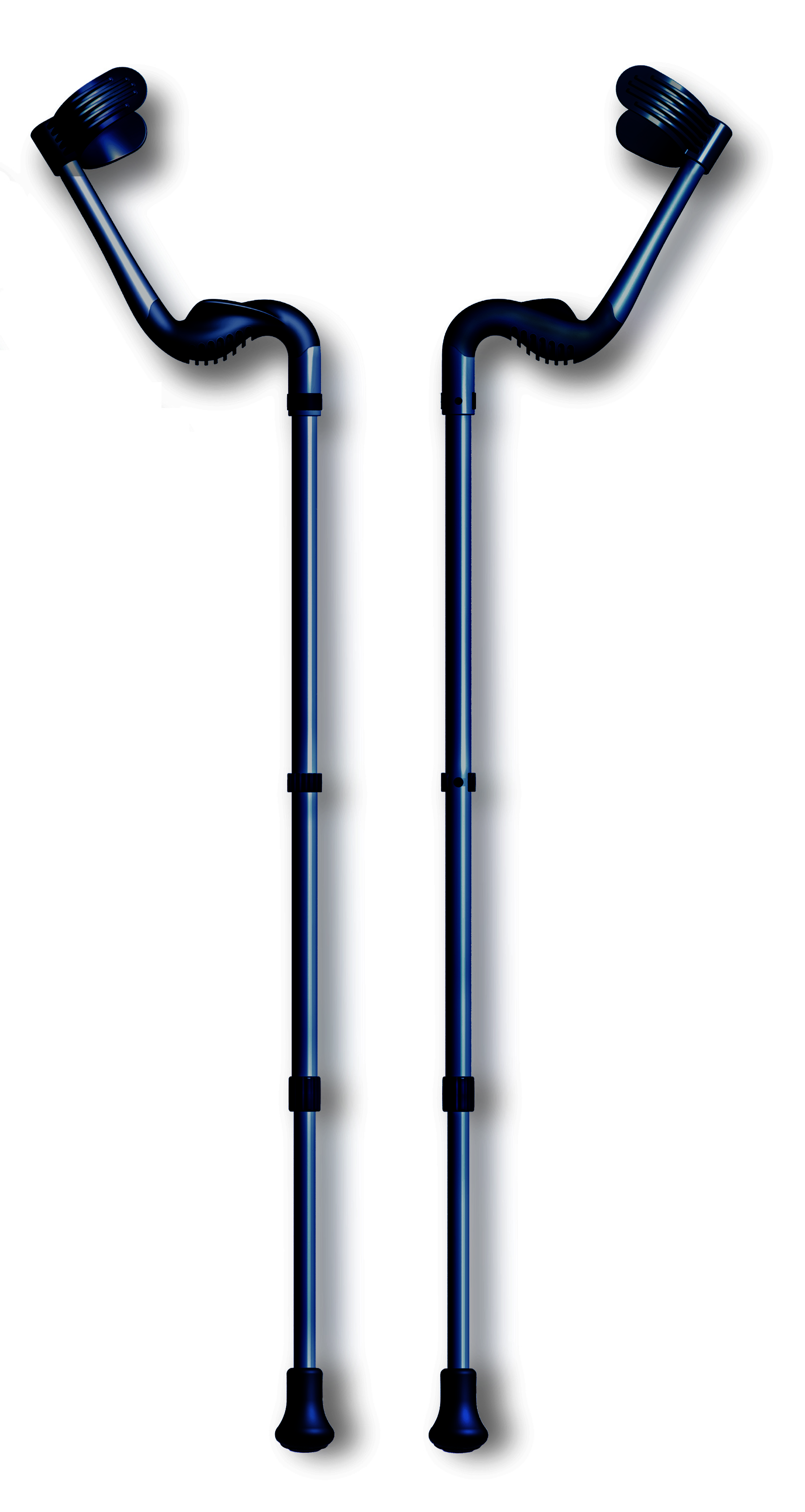
Berle na předloktí "Ganymed"

Jako pomůcka při chůzi se už ve středověku užívaly dřevěné podpažní berle, často směrem vzhůru rozvidlené a opatřené poduškou, o niž se člověk v podpaží opírá. Dnes se častěji používají kratší „francouzské hole“, kovové předloketní berle s otevřenou nebo uzavřenou plastikovou objímkou na předloktí a s držadlem.

## Metaforický význam
Berla nebo častěji berlička může v přeneseném smyslu znamenat oporu něčeho chatrného, co ji nezbytně potřebuje, aby nepadlo.